# Beilschmiedia tawa
«  Tawa (arbre) » redirige ici. Pour les autres significations, voir Tawa.
Espèce
Beilschmiedia tawa, ou Tawa, est une espèce de plantes à fleurs de la famille des Lauraceae. C’est un arbre commun dans les régions centrales de Nouvelle-Zélande. Tawa est souvent l'espèce dominante de la canopée des forêts de plaine dans l'île du Nord et le nord-est de l'île du Sud. Il est aussi souvent présent dans le sous-étage des forêts primaires à travers le pays dans ces domaines, sous les Podocarpaceae comme entre autres  Dacrycarpus dacrydioides, Prumnopitys taxifolia, rumnopitys ferruginea et Dacrydium cupressinum. Des spécimens peuvent atteindre jusqu'à 30 m ou plus de hauteur avec des troncs jusqu'à 1,2 m de diamètre.